# Самозаймання горючих сумішей
Самозаймання горючих сумішей — явище різкого збільшення швидкості екзотермічних реакцій, що призводить до виникнення горіння речовини за відсутності джерела запалювання. 
Або також, самозаймання горючих сумішей  - це процес займання (спалахування), коли під час нагрівання всього об’єму суміші до деякої температури (температури самозаймання) вона самостійно займається в усьому об’ємі без діяння зовнішнього джерела запалювання. 
Вибухонебезпечні суміші повітря з газами або парою залежно від температури самозаймання поділяються на групи відповідно до ГОСТ 12.1.011.
| Група вибухонебезпечних сумішей | Температура самозаймання, °C |
| Т1                              | Вище 450                     |
| T2                              | Від 300 до 450               |
| T3                              | Від 200 до 300               |
| T4                              | Від 135 до 200               |
| T5                              | Від 100 до 135               |
| T6                              | Від 85 до 100                |